# Keren Kajemet

KKLs logotyp

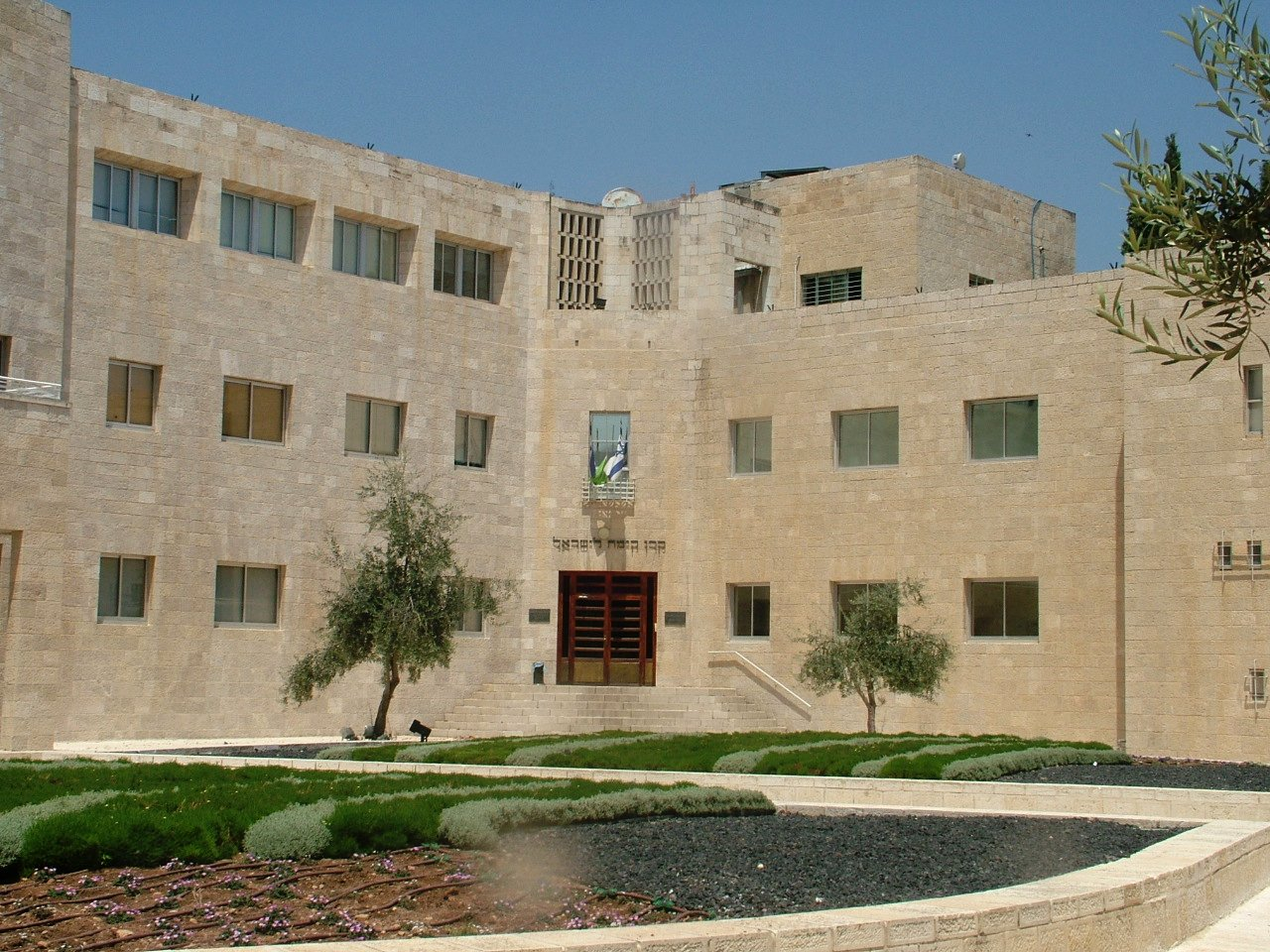
KKLs högkvarter i Jerusalem

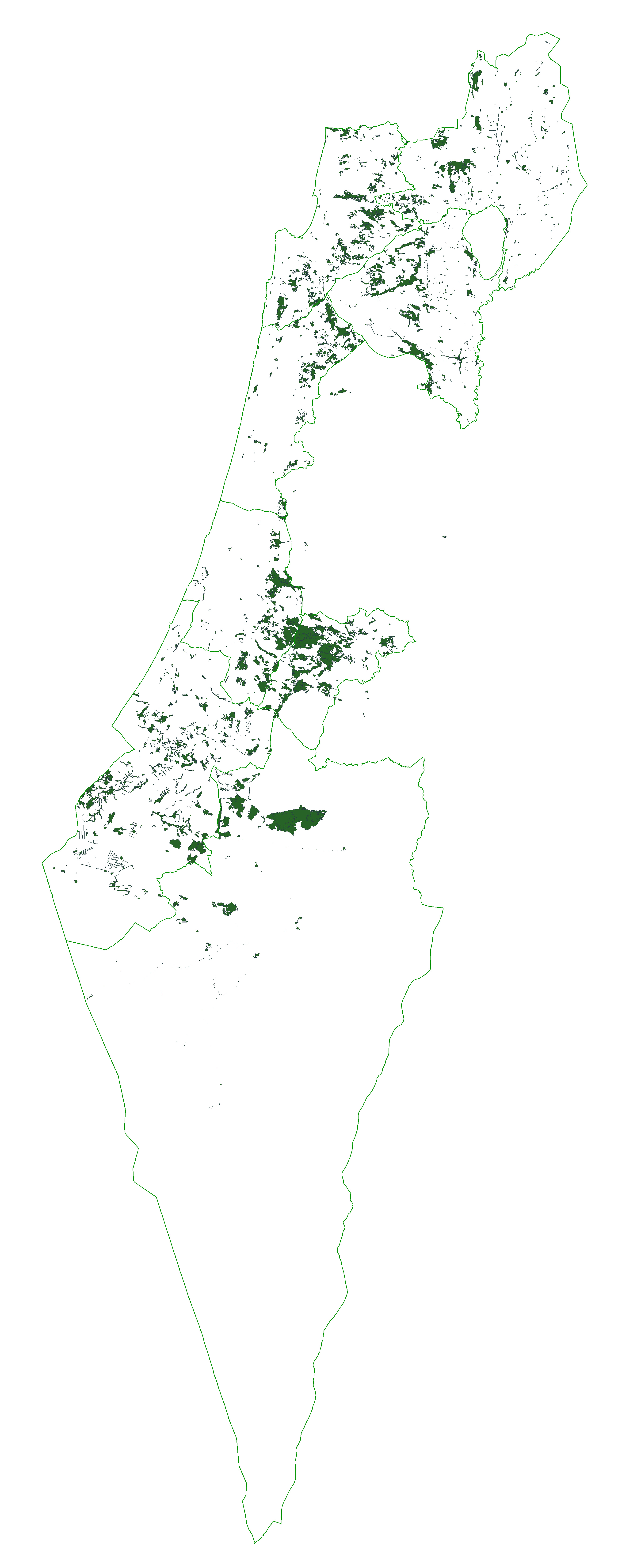
Karta över planterade skogar i Israel (inklusive de illegalt annekterade Golanhöjderna) av KKL

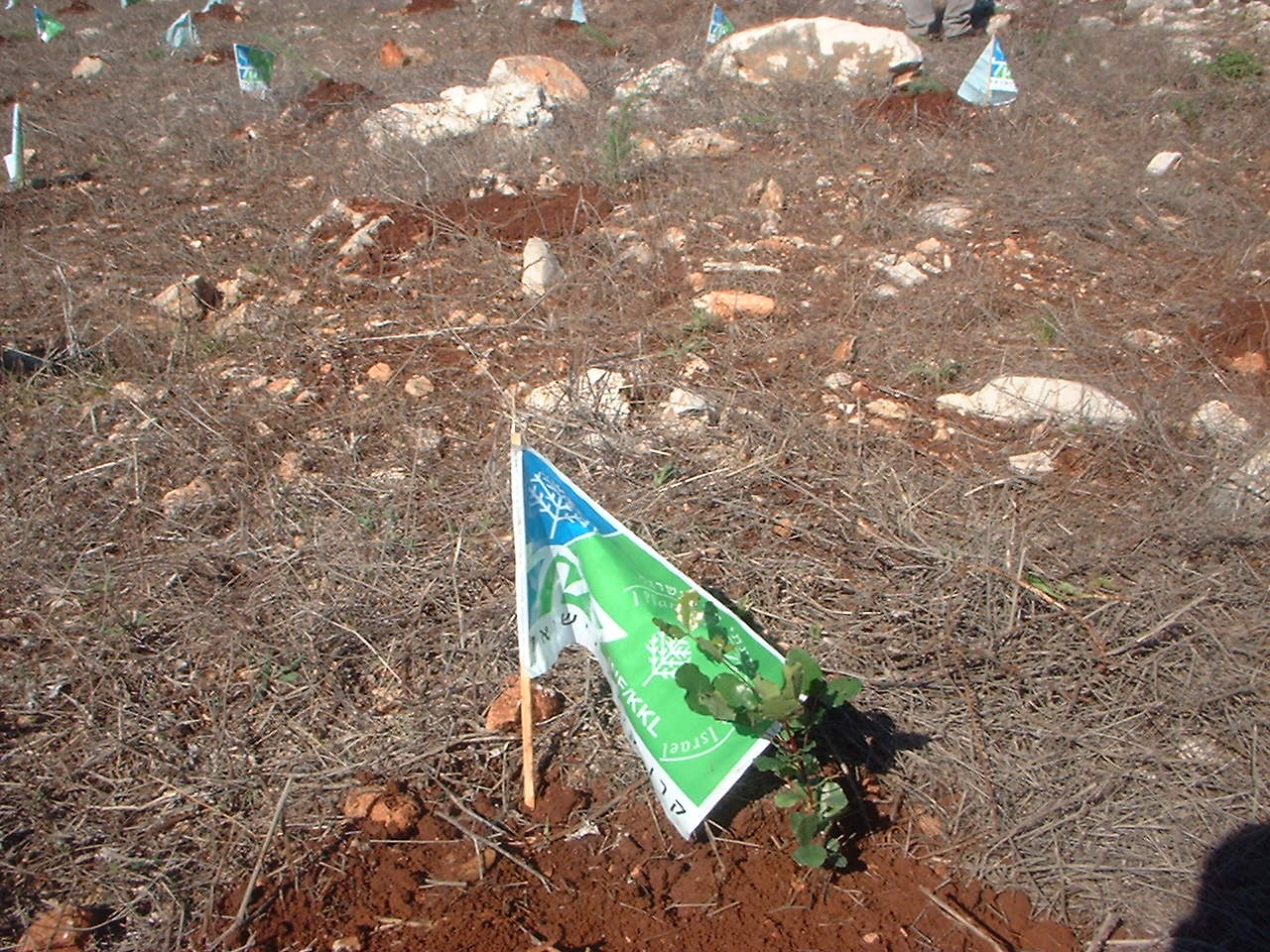
Nyplanterad planta av KKL

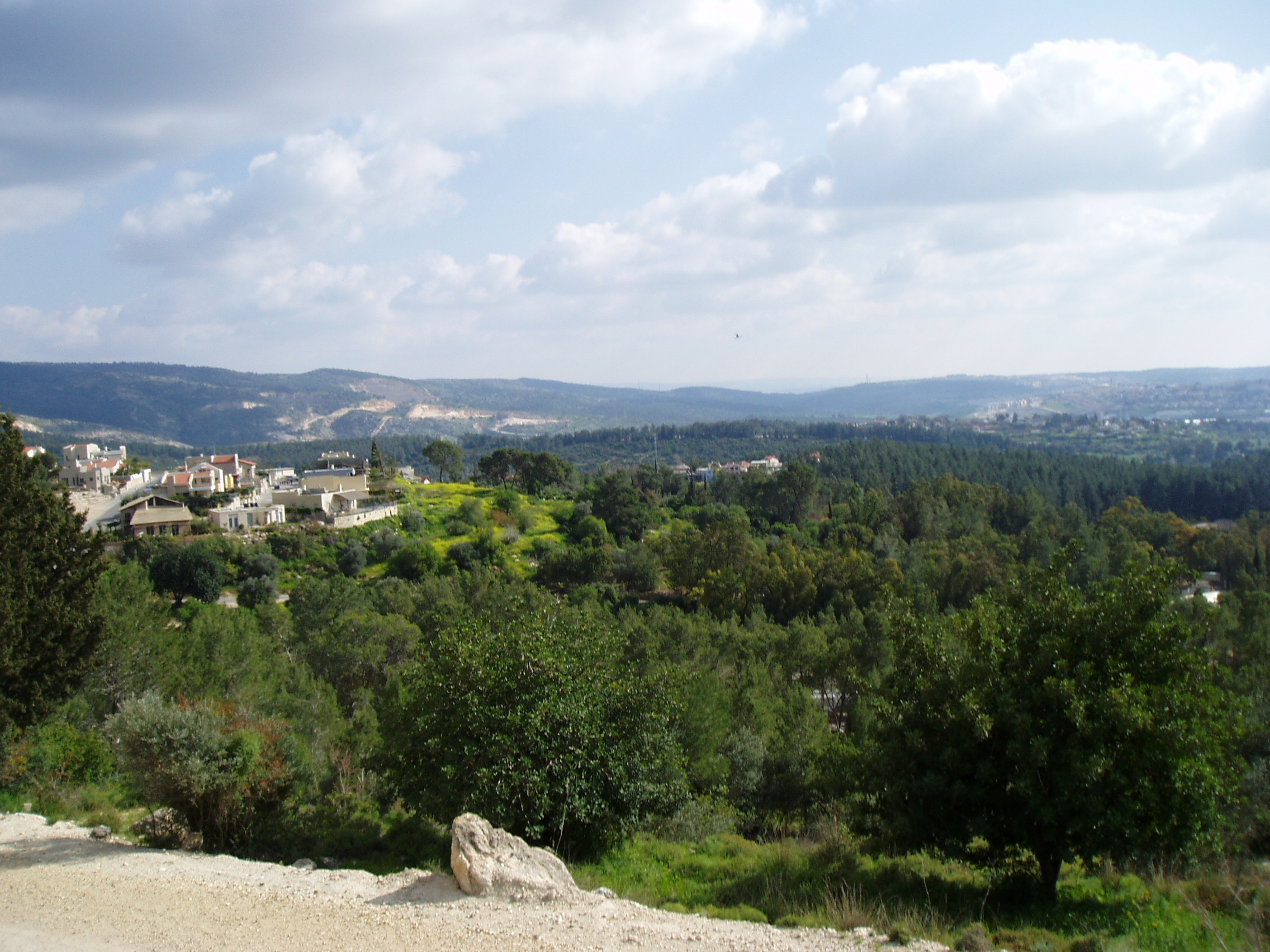
Eshtaol-skogen, planterad av KKL

Keren Kajemet LeYisrael, KKL (hebreiska: קֶרֶן קַיֶּימֶת לְיִשְׂרָאֵל), är en organisation för uppköpande av land, främst i Palestina/Israel för judisk bosättning. Den grundades år 1901 i Basel, Schweiz. Namnet, Keren Kajemet LeYisrael, har flera betydelser; "Skapandefonden", Keren betyder fond, Kajemet betyder Skapande, uppfyllande, göra gott, uppfylla mm. KKL har kontor i cirka 45 länder världen över, som samlar in pengar till främst ekologisk verksamhet i Israel. I USA, England, Australien och Sydafrika kallas organisationen KKL-JNF, där JNF står för Jewish National Fund. KKL-JNF äger 13% av marken i Israel.
Traditionellt är KKL känt för att man planterar träd och utvecklar Israels vattenresurser. Årligen planterar KKL 500.000 nya träd. Organisationen anordnar även utbildning och bedriver forskning samt utvecklar ekoturism och infrastruktur. KKL har planterat över 240 miljoner träd i Israel och anlagt mer än 200 dammar och vattenreservoarer. KKL var medgrundare (och är fortfarande medlem) av IALC, The International Arid Lands Consortium, en internationell organisation som verkar för att hindra ökenutbredning.
KKL samarbetar med palestinska och jordanska parter om jordbruk, utbildning, avloppsrening och vattenteknik.

## Historia
KKL, Keren Kajemet LeYisrael, grundades i Basel 1901. Lokalkontor för organisationen öppnade i flera länder i Europa, Nordamerika och Sydamerika – liksom i Sverige år 1910. Insamlingen av pengar med hjälp av blå bössor i metall, är ett kännetecken för KKL över hela världen. Redan 1905 kunde organisationen köpa en första bit mark i Israel (som då var en del av provinsen Palestina i Osmanska riket) och under de första decennierna förvärvades ytterligare landområden.
Projekt som trädplantering, utdikning, anläggning av vattenreservoarer inleddes. Tält blev till byar, sand blev fruktbar jord och sumpmark blev gröna skogar. Många kibbutzer är grundade på mark ägd av KKL. Organisationen gav även lån så att staden Tel Aviv kunde grundas 1909.

## Vegetation
KKL har under årens lopp planterat fler än 240 miljoner träd i Israel, vilket gjorde att Israel var världens enda land som inledde 2000-talet med en nettoökning av antalet träd. Skogarna förbättrar miljön genom att motverka att jorden eroderar eller sköljs bort vid skyfall. Skogarna utgör även hinder för sanddamm och luftföroreningar samt är bullerdämpande. Skogarnas skugga ger även ett mer behagligt klimat. De bidrar även till minskad global uppvärmning genom att absorbera koldioxid. Träden gör också så att näringsämnen kan cirkulera och att hela det ekologiska systemet fungerar bättre. 
Trädplanteringen börjar med att man väljer ut ett lämpligt område, med hjälp av datorsystem och flygfoton. Jordmånen undersöks liksom topografiska förhållanden, djurliv, vattenförsörjning, infrastruktur och brandsäkerhet. Det är viktigt att rätt typ av träd planteras på rätt plats, då Israel har två distinkta klimatzoner (Medelhavsklimat samt halvtorrt klimat.

## Vatten
Bristen på vatten är ett växande problem världen över men situationen är som mest akut i länder med öken, såsom Israel. Trots att Israel internationellt sett har en mycket låg vattenkonsumtion är man tvingad att använda 99 procent av sina tillgängliga resurser. Jordbruket står för ca 60% av Israels vattenkonsumtion. Vattentillgången minskar i hela Mellanöstern; till exempel måste Jordanien fördubbla sina resurser inom tjugo år och både Jordanien och Syrien pumpar sina resurser från samma källor som Israel.
KKL har anlagt hundratals dammar och vattenreservoarer i Israel. Dessa används för olika saker, som att lagra vattnet från vårflodarna, för konstbevattning, fiskodling, förbättring av grundvattnet och så vidare.
De flesta floder i Israel är förorenade på grund av utsläpp från jordbruk, industri och hushåll. Ett hårt arbete pågår för att rena floderna; till exempel har floderna Yarkon, Alexander, Lachish, Kishon, Ayalon, Taninnim och Poleg redan renats.
Några av de vattenprojekt KKL arbetar med är rening och återanvändning av avloppsvatten, utveckling av reservoarer,
återställande av floder, avsaltning av havsvatten,
forskning inom vattenområdet och samarbetsprojekt med jordanska och palestinska myndigheter.

## KKL Sverige
Keren Kajemet Sverige har funnits sedan 1901. Organisationen har kontor i Stockholm.
KKL Sverige fokuserar idag främst på tre områden: Trädplantering, Vattenforskning och Infrastruktur. 
I och med Raoul Wallenbergåret i Sverige 2012, började KKL Sverige med en insamling för en skog till Raoul Wallenbergsminne donerat av svenskar. Skogen ligger utanför Haifa där Raoul Wallenberg arbetade under två månader på Bank of Holland. Projektet har mer än 1000 donatorer och en ceremoni genomfördes i Jerusalem i Israel under 2013, med invigning i januari 2014. Skyltar från större donatorer till projektet finns i Park Sweden.
Ett annat projekt är Zuqim, en stad i Negevöknen där KKL bistår med att bygga vägar, plantera vegetation, förbereda infrastruktur för turism och småskalig industri och förbättra vattenförsörjningen; bland annat har man byggt en reservoar som tar 500 000 kubikmeter vatten, som ligger på den jordanska sidan av gränsen.

### Pågående projekt
- Yatirskogen - plantering av träd i Yatir, världens största planterade skog, som ligger i norra Negevöknen.
- Ambassadors Forest - Trädplanering och vattenforskning i Negevöknen.
- Raoul Wallenberg forest - En skog till minne av Raoul Wallenberg för minnas och hedra hans gärningar i samband med 100 år sedan hans födelse.
- Park Sweden - infrastruktur- samt trädutveckling. Ligger i Zor'a Forest, väster om Jerusalem.
- Zuqim - infrastruktur. Utveckling av det nya samhället Zuqim. KKL Sverige har bland annat hjälpt anlägga en 1 kilometer lång promenadväg från huvudvägen upp till samhället, med belysning, plantering av palmer, utsmyckning med mera.

### Avslutade projekt
- Mashabe Sade - vattenprojekt. Damm för odling av fisk. Ligger i Negevöknen.
- Ha'Gosherim - vattenprojekt. Damm, ligger i norra Israel vid Metulla.
- Zippora - trädprojekt. Plantering av träd i denna skog.
- Zuqim - vattenprojekt. Damm för bland annat konstbevattning. Volym: 500 000 kubikmeter.
- Ma'ale HaHamisha - trädprojekt (nyplanterad skog).
- Moshav Paran - infrastrukturprojekt. Förberett större jordområde för ekologiskt jordbruk.
- Yatir - picknickplats, finansierad av KKL Sverige, Norge, Finland och Danmark.

- Följande kända personer har dessutom, genom KKL, fått skogar uppkallade efter sig i Israel: Göran Persson, Greta Garbo, Per Anger, konung Gustaf V (Shaar Ha'Gai-skogen), konung Gustaf VI Adolf (också i Shaar Ha'Gai-skogen) samt greve Folke Bernadotte (Neve Ilan).

## Kontroverser

### Diskriminering mot icke-judar
KKL-JNFs Israeliska stadgar anger att endast judar får leasa land som ägs av KKL-JNF. KKL-JNF har därför anklagats för rasism och diskriminering mot icke-judar. 

### Vräkningar av palestinska familjer
KKL-JNF och dess underavdelning Himnuta har deltagit i vräkningar av palestinska familjer. Ett fall som uppmärksammats i medierna är vräkningen av familjen Sumarin i östra Jerusalem, en vräkning som efter protester har uppskjutits

### KKL-JNF:s roll i bosättningspolitiken
KKL-JNF opererar inte enbart inom Israels internationellt erkända gränser, utan är även mycket aktivt på illegalt ockuperade och annekterade områden på Västbanken, i östra Jerusalem och på Golanhöjderna.
Internationella domstolen (ICJ) har fastslagit att Israels närvaro i ”hela det palestinska territorium som ockuperades av Israel 1967” är olaglig, och att det är förbjudet att stödja bosättningspolitiken.  Även FN:s säkerhetsråd har upprepade gånger klargjort att Israel saknar rätt att annektera erövrat territorium och att bosättningspolitiken strider mot internationell rätt.
KKL-JNF arbetar trots detta för att öka den israeliska närvaron i dessa områden, och har under årtionden diskret använt sina tillgångar för att bygga, stödja och utvidga bosättningar på ockuperad mark. Ett beslut om att öppet och formellt börja göra detta 2021 väckte kritik från flera israeliska och judiska organisationer som stöttar en tvåstatslösning, som Peace Now. KKL-JNF använder numera öppet insamlade medel för att köpa upp palestinsk mark till förmån för bosättarna och finansierar många olika projekt till stöd för israeliska bosättare och deras verksamhet i dessa områden.